# Henrik Dam
Carl Peter Henrik Dam (Kopenhagen, 21 februari 1895 – aldaar, 17 april 1976) was een Deens biochemicus en fysioloog.
Samen met Edward Adelbert Doisy ontving Dam in 1943 de Nobelprijs voor Fysiologie of Geneeskunde voor hun werk in de ontdekking en structuuropheldering van vitamine K en de rol hiervan in de menselijke fysiologie.

## Biografie
Henrik Dam werd geboren in Kopenhagen als zoon van de apotheker Emil Dam en de onderwijzeres Emilie Peterson. Na het behalen van zijn diploma scheikunde in 1920 aan het Den Polytekniske Læreanstalt (Polytechnisch College) werd hij benoemd tot docent aan de school voor landbouw en diergeneeskunde., en in 1923, docent biochemie aan het Psychologisch Laboratorium van de Universiteit van Kopenhagen. Het jaar erop trad hij in huwelijk met Inger Olsen.
In 1925 studeerde Dam microchemie aan de Universiteit van Graz onder Fritz Pregl. Hij werd in 1928 universitair docent aan het Instituut van Biochemie, een jaar later werd hij er universitair hoofddocent – een positie die hij behield tot 1941. Hij promoveerde in 1934 met het voltooien van zijn proefschrift: Nogle Undersøglser over Sterinernes Biologiske Betydning (Enig onderzoek over de biologische belangrijkheid van sterines).
In 1940, toen hij door Canada en de Verenigde Staten reisde op een uitgebreide lezingentoer, werd zijn thuisland Denemarken binnengevallen door Nazi-Duitsland zodat Dam noodgedwongen zijn toevlucht tot de Verenigde Staten moest zoeken. Aanvankelijk was hij werkzaam bij het Woods Hole Oceanographic Institution, vervolgens aan de Universiteit van Rochester en ten slotte bij het Rockefeller Institute for Medical Research tot aan het eind van de Tweede Wereldoorlog.
Na de oorlog keerde hij terug naar Denemarken waar hij de leerstoel biochemie innam aan de Danmarks tekniske Højskole (Technische Hogeschool Denemarken, tegenwoordig Technische Universiteit van Denemarken) – deze positie had hij reeds in 1941 gekregen toen hij in de Verenigde Staten verbleef en twee jaar voordat hij de Nobelprijs kreeg. In 1950 verkreeg hij de leerstoel Biochemie en Voeding.

## Werk
Dams sleutelexperiment betrof het voeden van kippen met een cholesterol-vrij dieet. De kippen begonnen na een paar weken oncontroleerbaar te bloeden. Voer met zuiver cholesterol verhielp de problemen niet. Dam isoleerde de bloedsubstantie nodig voor de stolling en noemde deze – op dat ogenblik nog onbekende voedingsstof – "coagulatie vitamine" of Koagulations Vitamin in het Deens, wat afgekort werd tot vitamine K. Deze vitamine is nodig voor het voltooien van de synthese van bepaalde proteïnes, die daardoor calciumionen kunnen binden. Zijn onderzoek tezamen met het werk van Doisy en andere wetenschappers leidde tot de isolatie van vitamine K en de synthetische productie ervan.
1901: Behring · 
1902: Ross · 
1903: Finsen · 
1904: Pavlov · 
1905: Koch · 
1906: Golgi, Ramón y Cajal · 
1907: Laveran · 
1908: Mechnikov, Ehrlich · 
1909: Kocher · 
1910: Kossel · 
1911: Gullstrand · 
1912: Carrel · 
1913: Richet ·
1914: Bárány · 
1919: Bordet · 
1920: Krogh · 
1922: Hill, Meyerhof · 
1923: Banting, Macleod · 
1924: Einthoven ·
1926: Fibiger · 
1927: Wagner-Jauregg · 
1928: Nicolle · 
1929: Eijkman, Hopkins · 
1930: Landsteiner · 
1931: Warburg · 
1932: Sherrington, Adrian · 
1933: Morgan · 
1934: Whipple, Minot, Murphy · 
1935: Spemann · 
1936: Dale, Loewi · 
1937: Szent-Györgyi · 
1938: Heymans · 
1939: Domagk · 
1943: Dam, Doisy · 
1944: Erlanger, Gasser · 
1945: Fleming, Chain, Florey · 
1946: Muller · 
1947: C. Cori, G. Cori, Houssay · 
1948: Müller · 
1949: Hess, Moniz · 
1950: Kendall, Reichstein, Hench · 
1951: Theiler · 
1952: Waksman · 
1953: Krebs,Lipmann ·
1954: Enders, Weller, Robbins · 
1955: Theorell · 
1956: Cournand, Forssmann, Richards · 
1957: Bovet · 
1958: Beadle, Tatum, Lederberg · 
1959: Ochoa, Kornberg · 
1960: Burnet, Medawar · 
1961: Békésy · 
1962: Crick, Watson, Wilkins · 
1963: Eccles, Hodgkin, Huxley · 
1964: Bloch, Lynen · 
1965: Jacob, Lwoff, Monod · 
1966: Rous, Huggins · 
1967: Granit, Hartline, Wald · 
1968: Holley, Khorana, Nirenberg · 
1969: Delbrück, Hershey, Luria · 
1970: Katz, Euler, Axelrod · 
1971: Sutherland · 
1972: Edelman, Porter · 
1973: Frisch, Lorenz, Tinbergen · 
1974: Claude, De Duve, Palade · 
1975: Baltimore, Dulbecco, Temin ·
1976: Blumberg, Gajdusek · 
1977: Guillemin, Schally, Yalow · 
1978: Arber, Nathans, Smith · 
1979: Cormack, Hounsfield · 
1980: Benacerraf, Dausset, Snell · 
1981: Sperry, Hubel, Wiesel · 
1982: Bergström, Samuelsson, Vane · 
1983: McClintock · 
1984: Jerne, Köhler, Milstein · 
1985: Brown, Goldstein · 
1986: Cohen, Levi-Montalcini · 
1987: Tonegawa · 
1988: Black, Elion, Hitchings · 
1989: Bishop, Varmus · 
1990: Murray, Thomas · 
1991: Neher, Sakmann · 
1992: Fischer, Krebs · 
1993: Roberts, Sharp · 
1994: Gilman, Rodbell · 
1995: Lewis, Nüsslein-Volhard, Wieschaus · 
1996: Doherty, Zinkernagel · 
1997: Prusiner · 
1998: Furchgott, Ignarro, Murad · 
1999: Blobel · 
2000: Carlsson, Greengard, Kandel ·
2001: Hartwell, Hunt, Nurse · 
2002: Brenner, Horvitz, Sulston · 
2003: Lauterbur, Mansfield · 
2004: Axel, Buck · 
2005: Marshall, Warren ·
2006: Fire, Mello ·
2007: Capecchi, Smithies, Evans ·
2008: Zur Hausen, Barré–Sinoussi, Montagnier ·
2009: Blackburn, Greider, Szostak ·
2010: Edwards ·
2011: Beutler, Hoffmann, Steinman ·
2012: Gurdon, Yamanaka ·
2013: Rothman, Schekman, Südhof ·
2014: O'Keefe, Moser, Moser ·
2015: Campbell, Omura, Tu ·
2016: Osumi ·
2017: Hall, Rosbash, Young ·
2018: Allison, Honjo ·
2019: Kaelin, Ratcliffe, Semenza ·
2020: Alter, Houghton, Rice ·
2021: Julius, Patapoutian ·
2022: Pääbo ·
2023: Karikó, Weissman ·
2024: Ambros, Ruvkun